# سفيد سنكان
سفيد سنكان (بالفارسية: سفید سنگان) هي قرية أفغانية في مقاطعة خواهان التابعة لولاية بدخشان الواقعة في شمال شرق أفغانستان.